# Kaufhof

Galeria Karstadt Kaufhofs logotyp sedan 25 mars 2019

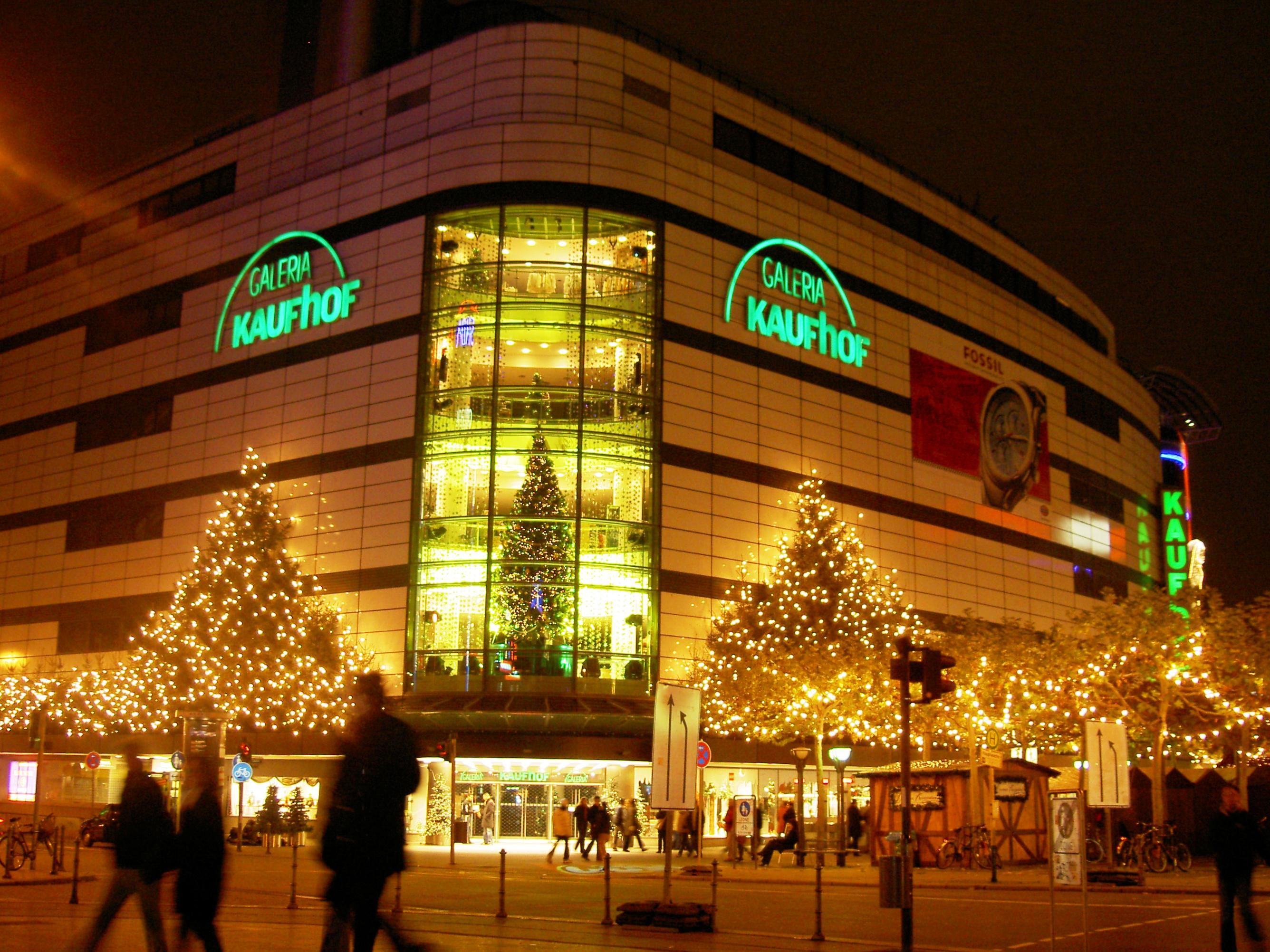
Galeria Kaufhof i Frankfurt am Main

Kaufhof Warenhaus AG ingår idag i Metro AG men var tidigare ett eget företag. Från Kaufhofgruppen kommer viktiga företagsdelar som Media Markt och Saturn.
Den 25 mars 2019 presenterade Karstadt & Galeria Kaufhof den nya logotypen för det fusionerade företaget Galeria Karstadt Kaufhof. De lanserade sin nya hemsida galeria.de samma dag.

## Historia
Kaufhof grundades 1879 av Leonhard Tietz i Stralsund men var då en liten butik för tyger och garner. Tietz bror Oscar Tietz grundade Hermann Tietz som senare blev Hertie. 1891 öppnade Leonhard Tietz en filial i Köln och 1905 grundades Leonhard Tietz AG. Detta företag fanns fram till 1933 då företaget som en följd av nazisternas maktövertagande försvann ur familjen Tietz ägande. Westdeutsche Kaufhof AG blev det nya namnet. Familjen Tietz emigrerade till utlandet. 1980 togs Kaufhof över av Metro Cash & Carry och fusionerads med andra företagsdelar till dagens Metro AG 1996.
Kaufhaus finns runt om i Tyskland och varuhus går under namnet Galeria Kaufhof.
1994 köpte Kaufhof upp konkurrenten Horten.